# Indice di Cauchy
L'indice di Cauchy, così chiamato in onore di Augustin-Louis Cauchy, è definito per ogni funzione razionale reale {\displaystyle R(x)} su un intervallo {\displaystyle (a,b)} come
{\displaystyle I_{a}^{b}R(x)=J_{-}^{+}-J_{+}^{-}}
dove {\displaystyle J_{-}^{+}} è il numero di salti da {\displaystyle -\infty } a {\displaystyle +\infty } di {\displaystyle R(x)} sull'intervallo {\displaystyle (a,b)}, mentre {\displaystyle J_{+}^{-}} è il numero di salti da {\displaystyle +\infty } a {\displaystyle -\infty } di {\displaystyle R(x)} sull'intervallo {\displaystyle (a,b)}.
In altre parole ogni polo reale di {\displaystyle R(x)} su {\displaystyle (a,b)} contribuisce con peso 1 all'indice di Cauchy se {\displaystyle R(x)\rightarrow -\infty } alla sinistra del polo e {\displaystyle R(x)\rightarrow +\infty } alla destra del polo, e con peso -1 se viceversa.

## Proprietà
{\displaystyle I_{a}^{b}R(x)=-I_{a}^{b}[-R(x)]}